# Пор-Даниэль-Гаскон
Пор-Даниэль-Гаскон (фр. Port-Daniel-Gascons) — муниципалитет в административном регионе Гаспези — Острова Мадлен провинции Квебек (Канада). Входит в региональный муниципалитет округа Ле-Роше-Персе. Образован в 2001 году слиянием муниципалитета Пор-Даниэль и прихода Сент-Жермен-дель-Анс-о-Гаскон, население в 2021 году — 2271 человек.

## География
Муниципалитет, расположенный на полуострове Гаспе на берегу океанской бухты в 27 км юго-западнее Чандлера, входит в региональный муниципалитет округа Ле-Роше-Персе (ранее Пабок). Площадь — 300 км². Муниципалитет занимает полосу земли между морем и горами, в городской черте имеется закрытая лагуна-барашуа.

## История
Европейские мореплаватели посещали район, где располагается Пор-Даниэль-Гаскон, уже на раннем этапе освоения Американского континента. На языке местного народа микмак эти места назывались Эпсегенег — «Место, где люди греются» — благодаря надёжно защищённому от ветров берегу барашуа, где обычно разбивался временный лагерь. В 1534 году бухта, на берегу которой расположен современный муниципалитет, получила от Жака Картье французское название — Конш-Сен-Мартен. Название Пор-Даниэль, как считается, восходит к современнику Самюэля де Шамплена, дьепскому капитану Шарлю Даниэлю, совершившему несколько плаваний в Америку и известному захватом английской крепости Роузмар на острове Кейп-Бретон. Название Пор-Даниэль фигурирует на карте 1685 года, составленной Эмманюэлем Жюмо, а в 1696 году он указан как центр сеньории, пожалованной некоему Рене Дено. В начале XIX века в этом районе начали оседать поселенцы из Шотландии, а затем из других регионов Великобритании, к 1825 году составившие большинство его населения, и в 1845 году был официально создан муниципалитет Пор-Даниэль. Через два года, однако, он был упразднён и вторично утверждён в 1855 году. В 1882 году он разделился на два муниципалитета — Пор-Даниэль-Эст и Пор-Даниэль-Уэст, которые существовали отдельно до 1990 года, когда были вновь объединены. Помимо выходцев из Великобритании в число жителей входили также иммигранты из Франции и акадийцы, и Пор-Даниэль представлял собой многоконфессиональный муниципалитет — в 1840 году в нём начали работу англиканская и объединённая протестантская церкви, а в 1855 году основан католический приход Сен-Жорж-де-Пор-Даниэль. В 1889 году в западной части Пор-Даниэля начало работу почтовое отделение. В Пор-Даниэле также рано появилась железнодорожная станция, существующая уже более ста лет, и железнодорожный тоннель — последний действующий в Квебеке к 2020-м годам.
Приход Сент-Жермен-дель-Анс-о-Гаскон получил название в честь католической святой Жермен Кузен, уроженки Гаскони, однако исторический анекдот связывает упоминание Гаскони в названии с историей о моряке-гасконце, спасшемся в местной бухте после кораблекрушения и назвавшем это место в честь родины. К 1850 году в этом регионе появились первые документально подтверждённые переселенцы из Гаскони, а также других регионов Франции, акадийцы, баски и выходцы с Джерси. Поначалу члены этой католической общины были прихожанами Сен-Жорж-де-Пор-Даниэль, но в 1899 году был создан отдельный приход Сент-Жермен-дель-Анс-о-Гаскон, имя которого было затем присвоено и получившему в 1902 году официальный статус муниципалитету. В 2001 году состоялось объединение этого муниципалитета с Пор-Даниэлем, и новый населённый пункт получил название Пор-Даниэль-Гаскон.

## Население
Согласно переписи населения Канады 2021 года, в Пор-Даниэль-Гасконе проживал 2271 человек — рост на 2,8 % по сравнению с 2016 годом (в провинции Квебек в целом за это время население выросло на 4,1 %). Средний возраст жителей — 50,7 года, медианный — 56 лет; оба показателя значительно превосходят аналогичные по провинции (соответственно 42,8 и 43,2 года). Дети и подростки в возрасте до 14 лет включительно составляли 11 % от общего числа жителей, люди пенсионного возраста (65 лет и старше) — 33 %, в том числе люди старше 85 лет — 3,5 % населения. Практически все жители были уроженцами Канады, около 15 % переехали в муниципалитет из других населённых пунктов Канады (преимущественно Квебека) за 5 лет, предшествовавших переписи населения. Более чем для 85 % жителей родным был французский язык и менее чем 10 % его не знали. Примерно 20 % населения владели обоими официальными языками Канады.
Среди жителей в возрасте 15 лет и старше более половины состояли в зарегистрированном или незарегистрированном браке. Чуть более чем в половине семей были дети, живущие с родителями (в среднем по 1,6 ребёнка), при этом в 40 % семей с детьми (140 из 345) был родитель-одиночка. Средний размер переписной семьи в 2021 году — 2,6 человека, средний размер домохозяйства — 2,1 человека. В более чем трети домохозяйств насчитывался только один человек.
40 % жителей в возрасте старше 15 лет не имели оконченного среднего образования, примерно столько же имели профессиональное образование с дипломом ниже бакалавра и менее 7 % были обладателями академической степени. Примерно половина жителей в возрасте старше 15 лет входила в пул трудоспособного населения Канады, уровень безработицы в 2021 году составлял около 10 %. Большинство трудоустроенного населения — наёмные работники. Медианный доход на экономическую семью в 2020 году до вычета налогов — 77,5 тысячи долларов (98 тысяч в целом по провинции).